# Rajkovac (Mladenovac)
Rajkovac (em cirílico:Рајковац) é uma vila da Sérvia localizada no município de Mladenovac, pertencente ao distrito de Belgrado, nas regiões de Šumadija e Kosmaj. Possuía uma população de 1639 habitantes segundo o censo de 2002.

## Demografia
| 1948 | 1953 | 1961 | 1971 | 1981 | 1991  | 2002  |
| ---- | ---- | ---- | ---- | ---- | ----- | ----- |
| 686  | 738  | 669  | 658  | 817  | 1 354 | 1 639 |